# 伊莱休·鲁特
伊莱休·鲁特（英語：Elihu Root，1845年2月15日—1937年2月7日）（在清末民初一般翻成“罗脱”），美国律师、政府官員、外交家。

## 生平
罗脱生于纽约州，父为大学教授。1867年毕业于纽约大学法学院，后操律师业务。1899—1904年美国战争部长，1905—1908年任美国国务卿。1900年派兵参加八国联军进攻中国。美西战争结束后，在其任期内，策划夺取了菲律宾群岛，支持阿奎纳多集团组织亲美政府。他在任内进行了一系列改革，设立总参谋部和参谋长室，创立陆军军事学院，将州民兵改编为国民警卫队，缓和美国和拉丁美洲和日本的外交关系，曾於1908年與日本駐美大使館大使高平小五郎就兩國在東亞的利益簽訂《羅脫–高平協定》，重申维持在中国的门户开放政策和相互尊重两国控制下的远东方面领土，即承认日本在中国东北的特权。离任后多次以美国代表身份参加国际会议。任卡内基国际和平基金会主席，1913年获得1912年度的诺贝尔和平奖。晚年反对威尔逊的外交政策，亲赴战乱中的俄国。1921年出席华盛顿限制军备会议。